# Орден фламандських бойовиків
Орден фламандських бойовиків (нід. Vlaamse Militanten Orde; абр. VMO) — спочатку відома як Фламандська бойова організація (нід. Vlaamse Militanten Organisatie) — фламандська націоналістична група активістів у Бельгії, яка захищала ультраправі інтереси пропагандою та політичними діями. Створена в 1949 році, група допомогла заснувати Народний союз (нід. Volksunie або VU) в 1954 році, бельгійську політичну партію. Зв’язки між екстремістськими VMO та VU стухли, коли партія почала рухатися до центру. Наступні десятиліття VMO буде пов’язана з неонацизмом і серією воєнізованих нападів на іммігрантів і лівих, перш ніж її заборонили наприкінці 1980-х років.

## Заснування та ранні роки
У повоєнні роки Другої світової війни фламандські націоналісти часто ставали жертвами антинацистських мітингів, маніфестацій і заворушень через свій антибельгійський настрій, а ще через те, що весь фламандський рух був дискредитований військовою, політичною та економічною співпрацею з німцями під час Другої Світової війни. Єдиним виходом для організованого фламандського націоналізму були благодійні групи, присвячені опіці ветеранів війни та місцеві відділення домінуючої Християнсько-соціальної партії (Christelijke Volkspartij, CVV), яка, хоч і не була явно націоналістичною але вона мала значне сепаратистське крило.
VMO була заснована в 1949 році Бобом Мейсом; тоді це була частина хвилі фламандських націоналістичних груп, які виникли того року, включаючи Фламандську концентрацію (Vlaamse Concentratie, VC). VMO фактично спочатку було створено як групу розпорядників для VC, група прагнула створення незалежної Фландрії. Згодом VMO почала швидко розширюватися і перетворилася на повноцінну воєнізовану організацію. Між 1950 і 1970 роками групу різко критикувало Міністерство юстиції, але, тим не менш, терпіло. 14 грудня 1953 року 16 членів ВМО були засуджені за зберігання забороненої зброї. Саму VMO не було засуджено (оскільки на той час неможливо було притягнути до кримінальної відповідальності групу, лише окремих осіб)..
У 1954 році VMO об'єднався з Християнсько-фламандським народним союзом (Christelijke Vlaamse Volksunie, CVV) і більш офіційним альянсом Народного союзу (Volksunie, VU). Невдовзі VMO взяло на себе більшу частину пропагандистської та керівної роботи VU, хоча відносини між двома групами ставали все більш напруженими, оскільки VU рухалося далі до центристської позиції, а VMO посилювало свої праві погляди. Формальний розкол між двома організаціями був оголошений у жовтні 1963 року.

## Перший судовий процес
14 червня 1970 року було розпочато судовий процес проти VMO після насильницьких сутичок із прихильниками Демократичного фронту франкофонів, у результаті яких загинула одна людина, у якої стався серцевий напад, і кілька інших були важко поранені.[джерело?] Голова VMO Боб Мейс вирішив розпустити VMO, щоб захистити членів від подальшого судового переслідування. Незабаром після суду Мейс був обраний сенатором від Фольксунії і почав відстоювати більш помірковані точки зору.

## Відновлення VMO
Більшість членів розпущеної VMO не підтримали рішення Мейса і відновили VMO 12 червня 1971 року як «Vlaamse Militanten Orde», посилаючись на «Dinaso Militanten Orde». Фламандські екстремісти, радикали, неофашисти та расисти були серед засновників, у тому числі колишній член Гітлер'югенду Берт Ерікссон, який став лідером нової групи. Група проводила тренування та воєнізовані «польові ігри», а також співпрацювала з подібними групами бойовиків, такими як Wehrsportsgruppe, обмінюючись людьми для тренувань. У 1974 році організація оголосила, що має намір взяти на себе активну роль проти лівих, а також посилення своєї профламандської програми незалежності. Коли в 1979 році було створено ультраправий Фламандський блок, кілька членів VMO також приєдналися до цієї партії. Головним серед них був Ксав’є Бюіссере, який обіймав посаду керівника пропаганди Фламандського блоку, але раніше займав високу посаду в VMO.
Нова VMO асоціювалася у громадян з серією нападів на іммігрантів, валлонів і лівих, а також з організацією щорічних міжнародних неонацистських мітингів у Діксмейде, де представники Ліги Святого Георгія та Партії прав національних держав були серед відвідувачів. Самі мітинги спочатку проводилися лише для фламандців, але наприкінці 1960-х років VMO почала запрошувати інші праві групи до участі, і з часом вони стали важливою щорічною подією в міжнародному неонацистському календарі.
Особливо близькі до Ліги Святого Георгія, дві групи були частиною ширшої мережі, яка також включала Deutsche Bürgerinitiative у Німеччині, NSDAP/AO у Сполучених Штатах і Французьку Fédération d'action nationale et européenne. VMO також намагалася, хоч і безуспішно, налагодити зв'язки з ірландськими республіканськими групами і з цією метою поширювала листівки на підтримку Боббі Сендса під час його голодування в 1981 році. Однак у наступному конфлікті VMO долучилася до Ольстерських лоялістів та спробувала об'єднатися з Ольстерськими добровольчими силами (UVF). Проте це також не дало результатів після того, як UVF відхилив запит VMO про те, щоб вони націлювалися на євреїв, тому що UVF була проізраїльською групою, яка виступала проти пропалестинської позиції республіканців.
У сімдесятих роках VMO привернула міжнародну увагу, повернувши трупи колишніх колабораціоністів Другої світової війни на батьківщину. В Австрії, VMO (Operation Brevier) заявив, що викопав труп священика Сиріеля Вершаве, провідної фігури колабораціонізму, і перепоховав його у фламандській землі. Тіла Стафа де Клерка, колишнього лідера Vlaams Nationaal Verbond (операція «Дельта»), і Антона Мусерта, колишнього голландського керівника NSB (операція Wolfsangel), також були викопані та перепоховані у Фландрії.

## Перелік злочинів які приписують організації

### 1978
- Грудень: напад на польського футболіста Влодзімежа Любанського в Локерені[15].[джерело?]

### 1979
- Лютий: сутички з поліцією після антиіммігрантської демонстрації в Шільде.[джерело?]
- Квітень: напад на франкомовну школу в Морцелі.[джерело?]
- Травень: підрив турецького бару в Антверпені.[джерело?]
- Червень: підрив автомобіля франкомовного мешканця Вурена.[джерело?]
- Серпень: тренувальний табір у Німеччині разом з терористичною групою Hofmann.[джерело?]
- Жовтень: напад на ратушу 's-Gravenvoeren.[джерело?]

### 1980
- Лютий: напад на соціалістичну книгарню в Мехелені.[джерело?]
- Березень: напад на бар у Мелінгені.[джерело?]
- Квітень: напад на Halletoren у Брюгге.[16]
- Жовтень: тренувальний табір у США разом з Ку-клукс-кланом.[джерело?]
- Листопад: заворушення з поліцією після демонстрації фламандських націоналістів у Крайнемі.[джерело?]

### 1981
- Квітень: підрив марокканського бару в Локерені.[джерело?]
- Травень: напад на будівлю профспілок у Сінт-Нікласі.[джерело?]

### 1982
- Лютий: відвідування Леона Дегреля в Марбельї, Іспанія.[джерело?]

### 1983
- Липень: напад на франкомовний бар у Верені.[джерело?]

### 1984
- Грудень: напад на бар соціалістів у Брюгге.[джерело?]

### 1985
- Березень: напад на лівих демонстрантів у Генті.[джерело?]
- Вересень: підрив магазину соціалістичної літератури у Сінт-Нікласі.[джерело?]
- Жовтень: напад на будівлю Masereelfonds у Брюгге.[джерело?]
- Листопад: напад на антифашистських демонстрантів у Ломмелі.[джерело?]

## Заборона організації
У 1981 році 106 членів VMO були засуджені судом Антверпену до ув'язнення, хоча наступного року їхні вироки були скасовані після апеляції. У 1983 році Апеляційний суд Гента засудив VMO як найманців та оголосив організацію поза законом. Незважаючи на цей вердикт, VMO вважалася активною та дієвою до кінця вісімдесятих років, коли на заміну VMO було засновано кілька подібних організацій. Двома найуспішнішими з цих наступників VMO є Odal Group та Voorpost.